# Алфандега-да-Фе (парафія)
Алфандега-да-Фе (порт. Alfândega da Fé; МФА: [aɫ.ˈfɐ̃.dɨ.gɐ dɐ ˈfɛ]) — парафія в Португалії, у муніципалітеті Алфандега-да-Фе. Розташована в північно-східній частині країни, на теренах історичної португальської провінції Трансмонтана. Входить до складу округу Браганса. За адміністративним поділом, чинним до 1976 року, терени парафії були складовою провінції Трансмонтана і Верхнє Дору. Належить до Брагансько-Мірандської діоцезії Католицької церкви. Патрон — святий Петро. Площа — 40,6212 км². Населення — 2055 ос. (2011). Слабо урбанізований регіон. Густота населення — 50,59 осіб/км²
. Код — 040102.

## Населення
| Кількість мешканців | Кількість мешканців | Кількість мешканців | Кількість мешканців | Кількість мешканців | Кількість мешканців | Кількість мешканців | Кількість мешканців | Кількість мешканців | Кількість мешканців | Кількість мешканців | Кількість мешканців | Кількість мешканців | Кількість мешканців | Кількість мешканців |
| ------------------- | ------------------- | ------------------- | ------------------- | ------------------- | ------------------- | ------------------- | ------------------- | ------------------- | ------------------- | ------------------- | ------------------- | ------------------- | ------------------- | ------------------- |
| 1864                | 1878                | 1890                | 1900                | 1911                | 1920                | 1930                | 1940                | 1950                | 1960                | 1970                | 1981                | 1991                | 2001                | 2011                |
| 1 048               | 1 133               | 1 032               | 1 063               | 1 173               | 1 018               | 1 257               | 1 441               | 1 474               | 1 533               | 1 087               | 1 967               | 1 950               | 2 016               | 2 055               |